# Mistrzostwa Europy w Lekkoatletyce 1982 – rzut oszczepem kobiet

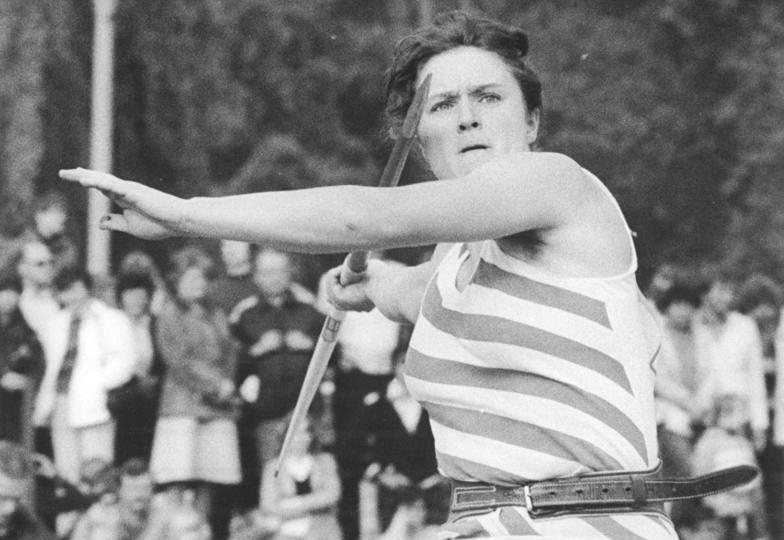
Antje Kempe

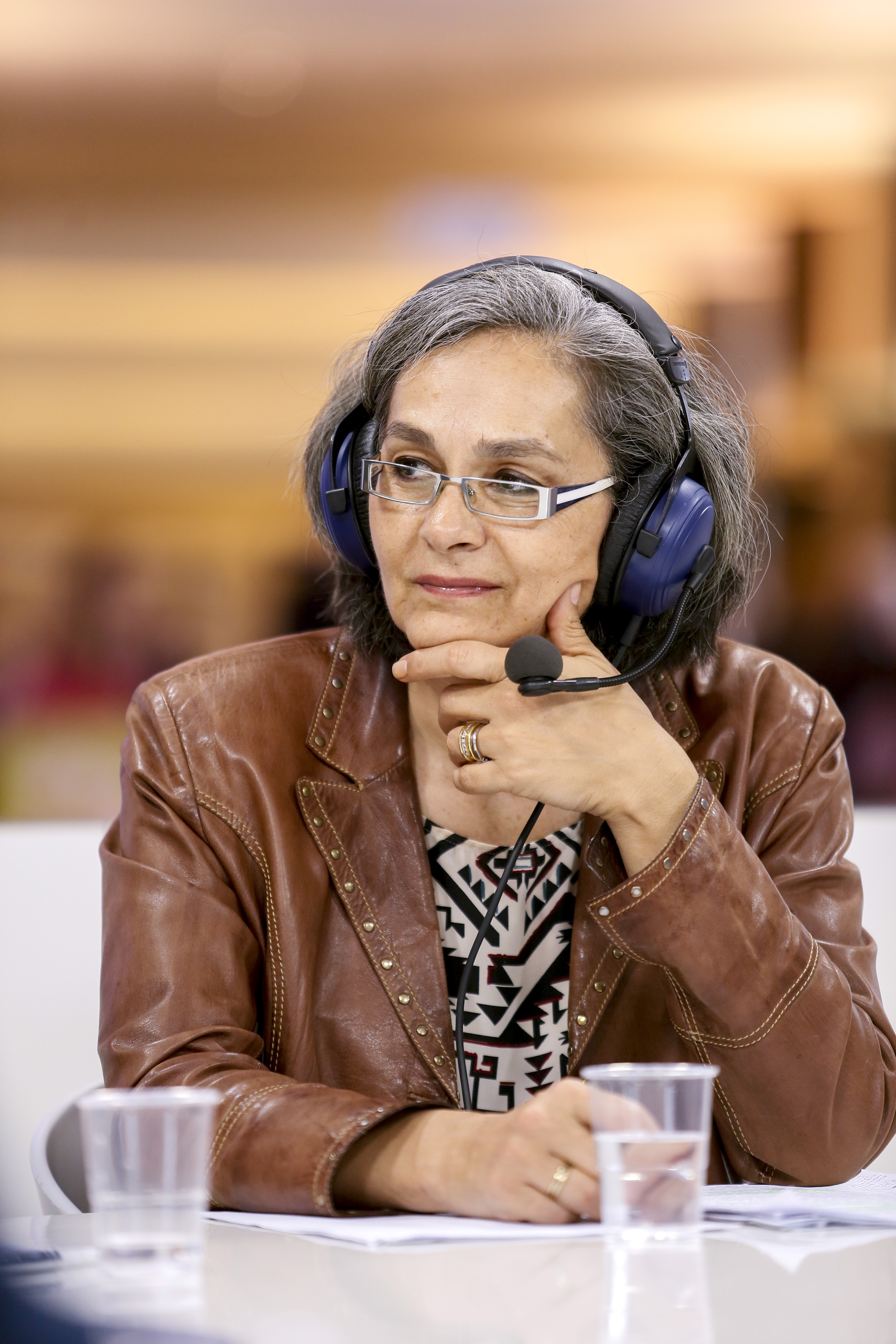
Sofia Sakorafa w 2016

Rzut oszczepem kobiet był jedną z konkurencji rozgrywanych podczas XIII mistrzostw Europy w Atenach. Kwalifikacje rozegrano 8 września, a finał 9 września 1982 roku. Zwyciężczynią tej konkurencji została reprezentantka Grecji Ana Weruli. W rywalizacji wzięło udział dwadzieścia zawodniczek z trzynastu reprezentacji.

## Rekordy
| Rekord świata     | Tiina Lillak (FIN) | 72,40 | Helsinki, Finlandia   | 29.07.1982 |
| Rekord Europy     | Tiina Lillak (FIN) | 72,40 | Helsinki, Finlandia   | 29.07.1982 |
| Rekord mistrzostw | Ruth Fuchs (GDR)   | 69,16 | Praga, Czechosłowacja | 01.09.1978 |

## Wyniki

### Kwalifikacje
Minimum wynosiło 60,00 m.
| Miejsce | Zawodniczka        | Wynik | Uwagi |
| ------- | ------------------ | ----- | ----- |
| 1       | Antje Kempe        | 68,38 | Q     |
| 2       | Tuula Laaksalo     | 61,66 | Q     |
| 3       | Sofia Sakorafa     | 61,64 | Q     |
| 4       | Ana Weruli         | 61,46 | Q     |
| 5       | Petra Felke        | 61,30 | Q     |
| 6       | Tiina Lillak       | 60,76 | Q     |
| 7       | Elena Burgárová    | 60,68 | Q     |
| 8       | Mária Janák        | 60,24 | Q     |
| 9       | Ingrid Thyssen     | 60,22 | Q     |
| 10      | Ute Richter        | 59,80 | q     |
| 11      | Eva Helmschmidt    | 58,72 | q     |
| 12      | Fatima Whitbread   | 58,08 | q     |
| 13      | Helena Laine       | 57,00 |       |
| 14      | Trine Solberg      | 54,54 |       |
| 15      | Regula Egger       | 54,12 |       |
| 16      | Hilde Bratvold     | 53,88 |       |
| 17      | Fausta Quintavalla | 51,76 |       |
| 18      | Genowefa Olejarz   | 51,24 |       |
| 19      | Åsa Westman        | 49,90 |       |
| 20      | Jennifer Pace      | 39,26 |       |

### Finał
| Poz. | Zawodniczka      | Reprezentacja   | Próby | Próby | Próby | Próby  | Próby | Próby | Wynik | Uwagi |
| Poz. | Zawodniczka      | Reprezentacja   | 1     | 2     | 3     | 4      | 5     | 6     | Wynik | Uwagi |
| ---- | ---------------- | --------------- | ----- | ----- | ----- | ------ | ----- | ----- | ----- | ----- |
| 01 ! | Ana Weruli       | Grecja          | 64,58 | 60,72 | 66,76 | 65,00  | 70,02 | 64,42 | 70,02 | CR    |
| 02 ! | Antje Kempe      | NRD             | 65,12 | 67,94 | 62,08 | 58,92  | 57,10 | 57,42 | 67,94 |       |
| 03 ! | Sofia Sakorafa   | Grecja          | 57,36 | 65,78 | x     | 62,46  | 67,04 | x     | 67,04 |       |
| 4.   | Tiina Lillak     | Finlandia       | 62,44 | 65,96 | 62,96 | 65,92} | 66,26 | 62,46 | 66,26 |       |
| 5.   | Ute Richter      | NRD             | 58,44 | 65,88 | 60,26 | 52,86  | 63,64 | x     | 65,88 |       |
| 6.   | Eva Helmschmidt  | RFN             | 65,82 | 59,60 | x     | 56,80  | x     | 62,86 | 65,82 |       |
| 7.   | Petra Felke      | NRD             | x     | 63,04 | 59,32 | 58,12  | 62,66 | 65,56 | 65,56 |       |
| 8.   | Fatima Whitbread | Wielka Brytania | x     | 59,26 | 65,10 | 59,00  | x     | 60,84 | 65,10 |       |
| 9.   | Ingrid Thyssen   | RFN             |       |       |       |        |       |       | 61,28 |       |
| 10.  | Mária Janák      | Węgry           |       |       |       |        |       |       | 61,20 |       |
| 11.  | Elena Burgárová  | Czechosłowacja  |       |       |       |        |       |       | 59,28 |       |
| 12.  | Tuula Laaksalo   | Finlandia       |       |       |       |        |       |       | 58,52 |       |